# 神松名村
神松名村（かんまつなむら）は、1955年（昭和30年）まで愛媛県西宇和郡にあった村である。
現在の西宇和郡伊方町の西部、佐田岬半島の西寄りに位置する農漁村であった。昭和の合併により三崎町、さらに平成の合併を経て現在は伊方町に属する。

## 地理
現在の伊方町の西部。佐田岬半島の西寄りで、北を伊予灘に、南を宇和海に面している。中央には佐田岬半島の背稜を形成する山々が東西に横たわっている。東を四ツ浜村に、西は三崎村に接している。伊予灘側は鋸の歯状の入り組んだ海岸が続き浦が発達しているが、南側はほとんどが断崖海岸。
地名の由来
- 合併成立時に、明神浦、松、名取の3つの村から一字ずつ取った合成地名。

## 歴史
古代 - 中世
- 大きく西に突き出した地のため、古来、漂着も含め九州方面からの人の出入りがあったものと推察されている。
- 平礒には平家の落人伝説が残る。
- 戦国期には宇都宮房綱の所領の一部であったとされる。

藩政期
- 宇和島藩領。
- 宇和島藩の伊達家は藩内を10の組に分け統治したが、当村は「保内組」に属し、さらにその中で当村一帯は「三崎浦」（後の大字釜木のみ「三机浦」）に属すものとされた。宇都宮氏の支配の時代を含め9代、約150年にわたって二宮氏が庄屋を務めた。
- 二名津は風除け、中継港として発展し、宇和島藩の参勤交代のルートとして、御鼻（佐田岬半島突端）回りを避け、佐田（三崎村）にて上陸し、二名津に出て再び乗船し大坂に向かった。
- 名取は軍馬の産地として開拓された（後述）。

明治以降
- 1886年（明治19年） - 夏柑が当地に導入される。

神松名村成立後
- 1889年（明治22年）12月15日 - 明治の町村制・市制施行時に6箇村が合併して西宇和郡神松名村となる。
- 1955年（昭和30年）3月31日 - 三崎村との合併、町制施行により、三崎町となる。

```
神松名村の系譜
（町村制実施以前の村）　（明治期）
　　　　　　　　　　　　町村制施行時
釜木浦　　━━━┓
平礒浦　　━━━┫
二名津浦　━━━╋━━━　神松名村　━━━━━┓
名取浦　　━━━┫　　　　　　　　　　　　　　┃　　　合併、町制
明神浦　　━━━┫　　　　　　　　　　　　　　┃　（昭和30年3月31日）
松浦　　　━━━┛　　　　　　　　　　　　　　┣━━━　三崎町
与侈浦　　━━━┓　　　　 　                 ┃
串浦　　　━━━╋━━━　三崎村　　━━━━━┛
正野浦　　━━━┫
高浦　　　━━━┫
佐田浦　　━━━┫
大佐田浦　━━━┫
井野浦　　━━━┛

（注記）平成の合併の系譜については、三崎町の記事を参照のこと。

```

## 地域
二名津（ふたなづ）、名取（なとり）、松（まつ）、明神（みょうじん）、平礒（ひらいそ）の各浦に三机浦に属していた釜木（かまぎ）浦が加わり、6つの浦が合併前の旧村（浦）であり、旧浦名を継承し、そのまま大字として続いている。
名取以外の5つの浦は伊予灘側に面し、とりわけ二名津は、風、汐待ちの港として古くから開かれ、役場（三崎町になってからは支所）、小・中学校、郵便局、駐在所などがある村の中心。平礒は断崖上の農業集落。
名取のみ宇和海側に面し、宇和海に面した100〜200メートル前後の断崖上に位置する農業集落。伊達家の宇和島入城に際し開かれた村（後述）。

## 行政
役場　
大字二名津におかれていた。

## 産業
農漁業
米、裸麦、甘藷芋、のちに甘夏柑。藩政期から当村を含む佐田岬半島は宇和島藩の軍馬の産地であり、特に名取は伊達秀宗が入国の際に仙台藩から同行した軍夫が入植し仙台藩の名取郷の名を取って「名取」と命名した。三崎馬の発祥の地である。その後、牛馬が肥育されるようになり、後に馬に替わり牛の肥育が導入されたが主力は次第に四ツ浜村の地域へと移って行った。詳細は、隣村である「四ツ浜村」の記事を参照のこと。
夏柑は1886年（明治19年）に松（村の名）の宇都宮誠集が当地に導入したもので、当地の気象、土壌に適合し、広まった。戦時に食糧増産の必要から、芋畑に転換したが、戦後、漁業からの転業もあり、盛り返した。
漁業では魚類のほか、海藻類の漁獲。

## 交通
鉄道は通っていない。後に国道197号が名取集落を通る。